# Dornier Do 18
Dornier Do 18 – niemiecka łódź latająca z okresu II wojny światowej.

## Historia

Silnik Junkers Jumo 205 eksponowany w MLP w Krakowie

Po wstrzymaniu w 1933 eksploatacji sterowców typu Zeppelin, ich zadania przejęły produkowane przez firmę Dornier Flugzeugwerke GmbH we Włoszech samoloty Dornier Do J. W związku z tym, że samoloty nie były w stanie dokonywać przelotów nad Atlantykiem w wytwórni przystąpiono do opracowania nowej łodzi latającej, która mogłaby zastąpić ten samolot.
Nowy samolot opracowano opierając się na doświadczeniach zdobytych przy budowanie i eksploatacji samolotu Dornier Do J, otrzymał on oznaczenie Dornier Do 18. Pierwszy prototyp oblatano w dniu 16 marca 1935. Ponieważ spełniał on wymagania, zbudowano jeszcze dwa prototypy oraz dwa samoloty seryjne oznaczone jako Dornier Do 18E Zephir, przeznaczone dla Lufthansy i przystosowane do przewozów poczty nad południowym Atlantykiem.
W 1938 zbudowano następną wersję samoloty przeznaczonego dla lotnictwa cywilnego oznaczoną jako Dornier Do 18F, która miała powiększone płaty. Samolot ten ustanowił rekord przelotu bez lądowania przelatując odległość 8392 km z Wielkiej Brytanii (przylądek Start Point w hrabstwie Devon) do Brazylii (port Caravelas).

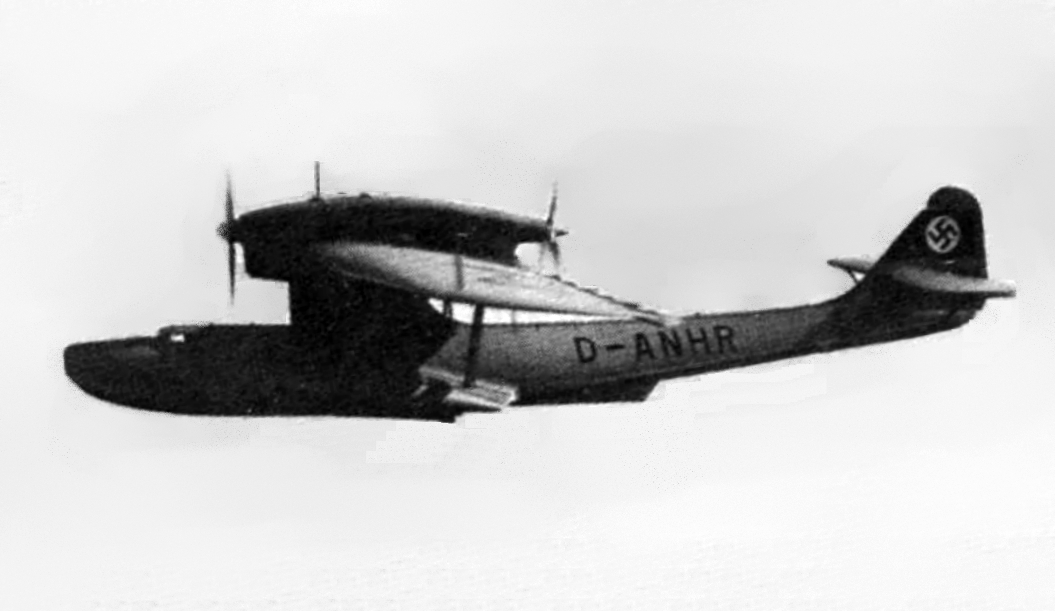
Do 18 D-ANHR, 1938 r.

W 1938 rozpoczęto pracę nad wersją rozpoznawczą samolotu, która otrzymała oznaczenie Dornier Do 18D. Wersja ta otrzymała mocniejszy silnik Jumo-205 C (600 KM) oraz została uzbrojona w dwa karabiny maszynowe MG 15 kal. 7,92 mm umieszczone w otwartych stanowiskach na dziobie i grzbiecie kadłuba.
W 1939 opracowano kolejną wersję wojskową oznaczoną jako Dornier Do 18G. Wersja ta miała wzmocnioną konstrukcję, nowe silniki Jumo-205 D (880 KM) oraz mocniejsze uzbrojenie w postaci 1 karabinu maszynowego MG 131 kaliber 13 mm, 1 działko 20 mm MG 151/20 i miała możliwość zabrania 2 bomb o wadze 50 kg każda.
Budowano także nieuzbrojoną wersję tego samolotu, wyposażoną w dwuster i przystosowano do szkolenia pilotów, odmiana na oznaczona była jako Dornier Do 18H. Produkcję samolotu zakończono w 1940. Wyprodukowano około 170 samolotów wszystkich wersji.
W późniejszym okresie część samolotów wersji i Do 18G przystosowano do celów ratownictwa morskiego, wersja ta otrzymała oznaczenie Dornier Do 18N.

## Wersje samolotuDornier Do 18
- Do 18A (Do 18V1 Monsun) – 1 egzemplarz - pierwszy prototyp (D-AHIS) oblatany 15 marca 1935, silniki Jumo-205
- Do 18B (Do 18V2 Zyklon) – 2 egzemplarze - drugi prototyp (V2 i V4)
- Do 18C (Do 18V3 Aeolus) – trzeci prototyp
- Do 18D – 79 egzemplarzy - wersja wojskowa, samolot rozpoznawczy, silniki Jumo 205C o mocy 600 KM, uzbrojenie: 2 karabiny maszynowe kal. 7,92 mm
- Do 18E Zephir – 3 egzemplarze - samolot pocztowy
- Do 18F – 1 samolot pocztowy, o zwiększonej rozpiętość - 26,30 m
- Do 18G – 62 egzemplarze - wersja wojskowa, samolot rozpoznawczy, silniki Jumo 205D o mocy 880 KM, uzbrojenie: 1 karabin maszynowy kal. 13 mm i 1 działko 20 mm MG 151/20
- Do 18H – 22 egzemplarze - wersja szkolna samolotu Do 18G, nieuzbrojona
- Do 18N – 18 egzemplarzy - wersja samolotu Do 18G przystosowana do celów ratownictwa morskiego

## Użycie
Samolot Dornier Do 18 z założeniu miał być samolotem przeznaczonym do przewozu przesyłek pocztowych przez Atlantyk. Wersje prototypowe oraz Do 18E i Do 18F były użytkowane w tym celu przez Lufthanse, latając nad południowym Atlantykiem.
Wersje wojskowe użytkowało Luftwaffe do lotów rozpoznawczych nad Morzem Północnym i północnym Atlantykiem, a także do lotów ratunkowych na morzu. Pod koniec wojny z powodu braków benzyny lotniczej niektóre z nich wyposażono w radar FuG 200 i używano ich na Morzu Bałtyckim do zwalczania radzieckich okrętów podwodnych, ponieważ olej napędowy był nadal łatwiej dostępny niż paliwo lotnicze.

## Opis konstrukcji
Samolot Dornier Do 18 był łodzią latającą. Kadłub łodziowy, jednoredanowy, z boku posiadał charakterystyczne pływaki wspornikowe. Płaty umieszczone nad kadłubem, zamocowane zastrzałami.
Napęd stanowiły dwa przeciwsobne silniki wysokoprężne, umieszczony w gondoli nad płatem. Jeden z silników napędzał śmigło ciągnące, a drugi śmigło pchające.

## Wyposażenie specjalne
Wyposażenie żeglarskie obejmowało lekką kotwicę z liną, kotwicę morską z liną, linę do rzucania, oraz reflektor sygnałowy. W pomieszczeniu nawigacyjnym znajdowała się ręczna pompa firmy Allweiler GmbH w celu wypompowywania wody, która dostała się do wnętrza. Sprzęt ratowniczy w przedziale rufowym stanowił ponton z dwoma wiosłami, dwa awaryjne pojemniki na żywność, pistolet sygnałowy z amunicją, oraz skrzynia do przechowywania kamizelek ratunkowych.
Do przemieszczania samolotu na lądzie do zewnętrznych końcówek pływaków wspornikowych można było przymocować koła, które były tam wsparte dwoma podłużnie regulowanymi rozpórkami prowadzącymi do punktów połączenia trzonów skrzydeł. Jako dodatek dodano dwukołowy wózek z długim dyszlem, umożliwiając w ten sposób holowanie i manewrowanie.